# Taiwanische Badmintonmeisterschaft 1979
Die Taiwanische Badmintonmeisterschaft der Saison 1978/1979 fand vom 12. bis zum 15. November 1978 statt. Es war die 24. Auflage der nationalen Titelkämpfe von Taiwan im Badminton.

## Titelträger
| Disziplin    | Sieger                       |
| ------------ | ---------------------------- |
| Herreneinzel | Liao Kun-fu                  |
| Dameneinzel  | Liu Hsiu-ying                |
| Herrendoppel | Chung Tsung-lieh Liao Kun-fu |
| Damendoppel  | Huang Shui-chi Lim Shour     |
| Mixed        | Liu Hon-jai Chen Yuk-jen     |